# Liszki (Glisne)
Liszki – przysiółek wsi Glisne w Polsce, położony w województwie małopolskim, w powiecie limanowskim, w gminie Mszana Dolna.
W latach 1975–1998 Liszki administracyjnie należały do województwa nowosądeckiego.